# Synagoga ve Slatině
Synagoga ve Slatině je bývalá židovská modlitebna, jež pochází z roku 1868. Dnes stojí jako č.p. 58 asi 50 m severně od obecního úřadu ve Slatině. Je chráněna jako kulturní památka České republiky.
Byla postavena na místě zaniklé starší dřevěné synagogy v klasicistním slohu. Budova měla nejen modlitebnu, ale také školu a byt rabína.
Když se odstěhoval poslední žid, byla budova odkoupena do soukromého vlastnictví a přestavěna na kupecký krám a stodolu. Později synagoga sloužila také zemědělskému družstvu, od kterého ji vykoupili noví majitelé z Prahy a restaurovali ji do její původní podoby.
Z bývalého židovského ghetta se do současnosti zachovaly pouze domy č.p. 19; 29 a 31 v přestavěné podobě, dnes sloužící rekreačním účelům.
Ve vsi se též nachází židovský hřbitov.